# Willa Silbersteina przy ul. Wigury w Łodzi
Willa Markusa Silbersteina – budynek powstały w latach 30 XX wieku. W dokumentach figuruje jako willa Markusa Silbersteina, który zmarł w 1899, znacznie wcześniej niż powstał budynek. Teren należał do Markusa Silbersteina.

## Historia
Silberstein był właścicielem kilkunastu nieruchomości w Łodzi, w tym posesji przy ówczesnej ul. Pustej 16–36 (dziś ul. Wigury 30/32). Do 1914 nieruchomość należała do rodziny Silbersteinów. Następnie kupili ją wspólnicy Bartold Blum i Kazimierz Monitz. Po śmierci Bluma w 1920 Monitz został jej samodzielnym właścicielem.
W latach 1919–1922 na działce stanął parterowy dom z użytkowym poddaszem. W latach 1928–1934 został rozbudowany według projektu Adolfa Goldberga. Ostatnim właścicielem była Danuta Potter.
W 2005 nieruchomość przy ul. Wigury kupił łódzki biznesmen Marek Mirek. 12 stycznia 2009 willa została zburzona. Budynek był w trakcie procedury wpisywania do ewidencji zabytków. 